# Acquacanina
Acquacanina est une commune italienne située dans la province de Macerata, dans la région Marches, en Italie centrale.

## Administration
| Période                                  | Période | Identité | Étiquette | Qualité |
| ---------------------------------------- | ------- | -------- | --------- | ------- |
|                                          |         |          |           |         |
| Les données manquantes sont à compléter. |         |          |           |         |

### Communes limitrophes
Bolognola, Fiastra, Fiordimonte, San Ginesio, Sarnano, Ussita, Visso